# 杜貝 (里夫內區)
50°41′44″N 26°29′5″E / 50.69556°N 26.48472°E
杜贝（烏克蘭語：Дуби），是烏克蘭西北部里夫内州里夫内区白克里尼察市镇的村落。面積1.66平方公里，海拔高度186米，2001年人口591，人口密度每平方公里356人。